# Темнобокий узкорот
Темнобокий узкорот (Hamptophryne boliviana) — вид лягушек из рода темнобокие узкороты семейства узкороты. Обитает в северной и западной частях бассейна Амазонки в Боливии, Бразилии, Колумбии, Эквадоре, Французской Гвиане, Гайане, Перу, Суринаме и Венесуэле.
Этот вид широко распространён, но редко встречается во многих частях ареала. Эти лягушки обитают в лесной подстилке первичных и вторичных тропических лесов. Размножаются в прудах и затопленных районах в лесу. Никаких существенных угроз, влияющих на этот вид, не выявлено.